# Marsais-Sainte-Radégonde
Marsais-Sainte-Radégonde – miejscowość i gmina we Francji, w regionie Kraj Loary, w departamencie Wandea.
Według danych na rok 1990 gminę zamieszkiwały 473 osoby, a gęstość zaludnienia wynosiła 32 osoby/km² (wśród 1504 gmin Kraju Loary Marsais-Sainte-Radégonde plasuje się na 855. miejscu pod względem liczby ludności, natomiast pod względem powierzchni na miejscu 784.).